# Lars Åberg (författare)
Lars Åberg, född den 5 september 1950 i Gävle, är en svensk journalist och författare.

## Biografi
Åberg började sin karriär som Sydsvenskans första popskribent i slutet av 1960-talet och har efter examen från journalisthögskolan i Stockholm 1971 varit verksam som journalist i press, radio och TV. Han var även verksam inom den progressiva musikrörelsen och var en av arrangörerna av den första Folkfesten i Malmö 1971. Han medverkade i tidningen Musikens makt och skrev 1977 i denna en uppmärksammad artikel med rubriken Punktera punken och stärk musikrörelsen, i vilken han uppmanade musikrörelsen att ta avstånd från punken då denna var en del av den kommersiella musiken och ett verktyg för den tilltagande högerextremismen.  Han har varit reporter på Sydsvenskan, Dagens Nyheter och Sveriges Radio och har sedan mitten av 1980-talet frilansat som samhälls- och kulturjournalist. Han är medarbetare på bland annat Göteborgs-Postens  och Sydsvenskans kultursidor.
Åberg har skildrat det amerikanska samhället i en rad böcker. Kluven tunga (1977) och Ett varmt regn skall falla (1992) behandlar indianernas situation och Cowboy (2002) är en samling resereportage från mindre kända delar av USA. "Reseskildring i absolut världsklass," skrev Svenska Dagbladet. Tillsammans med fotografen Lars Strandberg och formgivaren Ronnie Nilsson gav Åberg 2011 på amerikanskt förlag ut West, en bok om den moderna amerikanska Västern. Sommaren 2016 kom Åbergs och Strandbergs Floating in Sausalito, en bok om husbåtar och hippiedrömmar i Kalifornien, även den utgiven på engelska och hyllad i bland annat Los Angeles Times och San Francisco Chronicle.
Åberg har också gett ut en rad samhällsdebatterande reportageböcker om svenska förhållanden, till exempel Härifrån till verkligheten (1983), Ut ur dimman (1987), Hoppets hamn (2011), Heder och samvete (2013) och Sommarens skiraste ljus (2014). 
Åbergs bok Framtidsstaden (2017), som handlar om Malmö, har blivit mycket uppmärksammad i den svenska debatten om integration och segregation. I Landet där vad som helst kan hända (2018) utvecklas diskussionen kring migration och svensk integrationspolitik. I All inclusive (2019) skildras den växande segregationen i Sverige och hur den påverkar barnens uppväxtmiljö.  I Mest kränkt vinner (2024) diskuteras hur kränkningar och kränkthet har blivit centrala begrepp i samhällsdebatten.